# Belpasso
Belpasso is een gemeente in de Italiaanse provincie Catania (regio Sicilië) en telt 21.841 inwoners (31-12-2004). De oppervlakte bedraagt 164,4 km², de bevolkingsdichtheid is 133 inwoners per km².

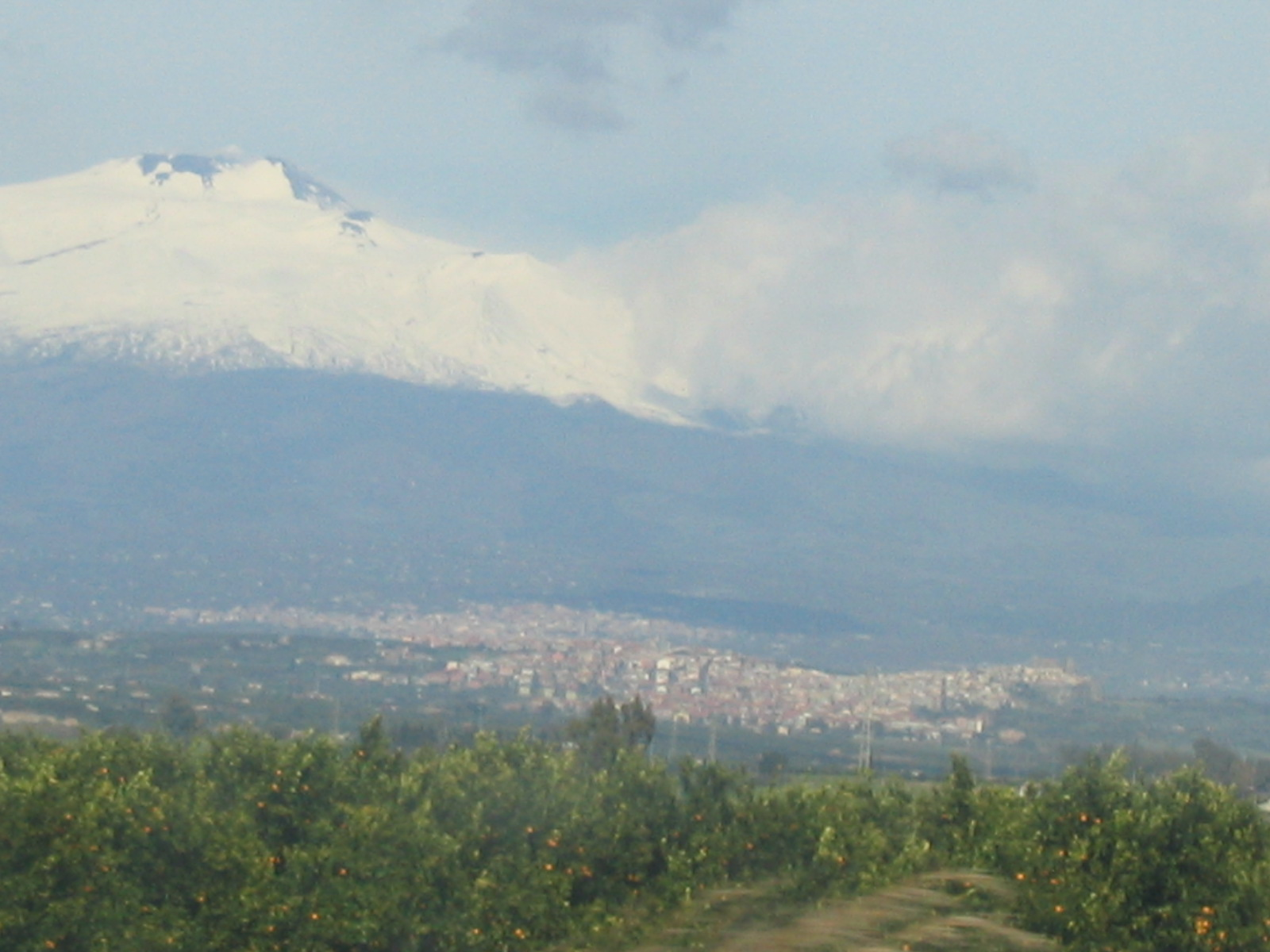
Belpasso
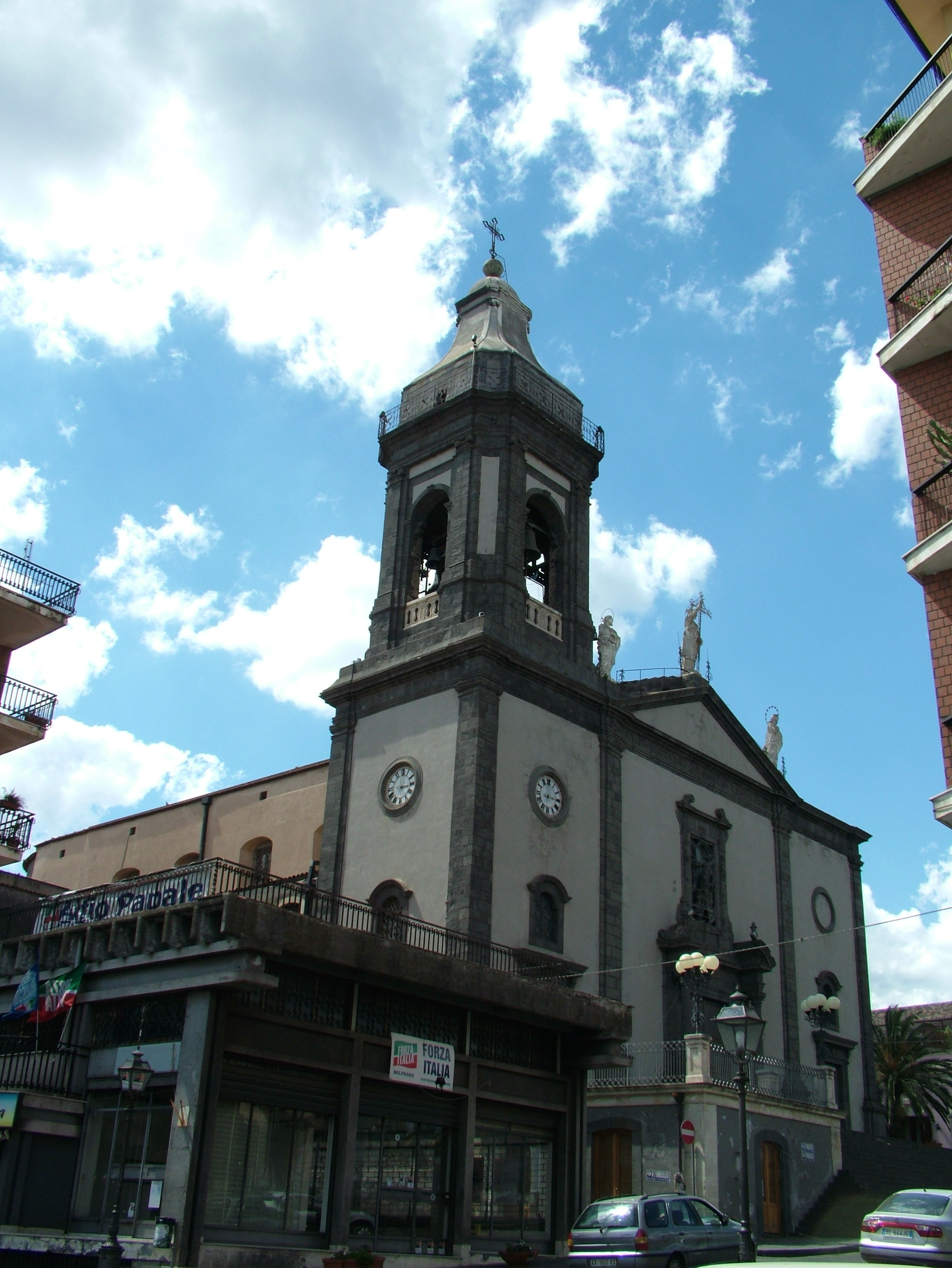
Kerk van Belpasso

## Geografie
De gemeente ligt op ongeveer 551 m boven zeeniveau.
Belpasso grenst aan de volgende gemeenten: Adrano, Biancavilla, Bronte, Camporotondo Etneo, Castiglione di Sicilia, Catania, Lentini (SR), Maletto, Mascalucia, Motta Sant'Anastasia, Nicolosi, Paternò, Ragalna, Ramacca, Randazzo, San Pietro Clarenza, Sant'Alfio, Zafferana Etnea.